# Józef Żyta
Józef Żyta (ur. 1927 w Żytniowie, zm. 2006 w Warszawie) – prokurator generalny od 1 stycznia 1984 do 30 marca 1990.
W październiku 1989 wystosował do prokuratora generalnego ZSRR Aleksandra Suchariewa pismo z wnioskiem o wszczęcie śledztwa w sprawie zbrodni katyńskiej.
7 marca 1989 zmienił prawomocne postanowienie o umorzeniu śledztwa w sprawie Augusta Emila Fieldorfa, przyjmując za podstawę umorzenia postępowania stwierdzenie, że generał nie popełnił zarzucanej mu zbrodni, tym samym go rehabilitując.